# تويوتا آي-فوت
تويوتا آي-فوت (بالإنجليزية: Toyota i-Foot)‏ هي إحدى الطرازات الاختيارية الشخصية التي صنعتها شركة تويوتا للسيارات.
هي عبارة عن مقعد كبير يمتطيه السائق ويتحكم بحركته عن طريق عصا تحكم وبدلاً من الإطارات تم استخدام زوج من الأرجل التي يمكنها الحركة في جميع الإتجاهات، كما أعلنت تويوتا أن باستطاعتها صعود السلالم ولم يُعرف سرعتها القصوى ولكن متوسط سرعتها بلغ 1 ميل في الساعة!
و هي إحدى أعضاء سلسلة السيارات الشخصية الاختيارية التي تقدمها تويوتا لحل مشاكل الازدحام والتلوث ومساعدة المحتاجين.

## وصلات خارجية
- Toyota i-Foot
- فيديو لطراز آي-فوت على يوتيوب